# The Great Ones Pt. 1
The Great Ones Pt. 1 to wydany w 2000 roku mixtape DJ-a Clue. Zawiera głównie piosenki gwiazd muzyki hip-hopowej, na przykład Jaya-Z, DMX-a czy The Lox, chociaż można usłyszeć również Myę.

## Lista utworów
1. "Freestyle" (Jay-Z) – 3:17
2. "The Truth" (Beanie Sigel) – 3:51
3. "Ready for War" (Drag-On ft. The Lox) – 3:33
4. "Talkin Shit" (Nature) – 3:04
5. "Freestyle" (CNN) – 3:16
6. "World Famous" (Big Pun ft. MOP) – 3:25
7. "Teenage Thug" (Nas ft. Nay Shaun) – 3:25
8. "One" (Ghostface Killah) – 3:21
9. "Who Want What" (Beanie Sigel) – 4:02
10. "Niggaz Die 4 Me" (Drag-On ft. DMX) – 3:34
11. "Life Liquids" (Canibus ft. Journalist) – 4:16
12. "Blood Pressure" (The Lox) – 3:42
13. "Freestyle" (Fabolous) – 2:40
14. "Freestyle" (Canibus) – 2:47
15. "Best of Mya" (Mya) – 3:37
16. "Thong Song Answer" (Strings) – 3:06
17. "Ryde or Die Bitch" (The Lox) – 4:25
18. "Live from the Streets" (Martinez ft. The Lox & Beanie Sigel) – 4:17
19. "This Is for the Hustlers" (CNN) – 3:30
20. "Leatherface" (Big Pun) – 3:10
21. "Buck 50" (Ghostface Killah) – 3:45
22. "If You Know" (The Lox ft. Drag-On) – 3:27
23. "Freestyle" (Ran Jahz) – 2:09